# Monsieur Prud'homme joue la comédie
Pour plus de détails, voir Fiche technique et Distribution.
Monsieur Prud'homme joue la comédie est un film muet français réalisé par Léonce Perret, sorti en 1911.

## Fiche technique
- Titre : Monsieur Prud'homme joue la comédie
- Réalisation : Léonce Perret
- Scénario :
- Photographie :
- Société de production : Société des Etablissements L. Gaumont
- Pays d'origine :  France
- Format : Noir et blanc — 35 mm — 1,33:1 — Muet
- Genre : Comédie
- Métrage : 166 mètres
- Durée : 5 minutes 30
- Dates de sortie :
  -  France : 5 janvier 1911

## Distribution
- Léonce Perret : Monsieur Prud'homme
- Valentine Petit : Madame Prud'homme